# Bonnyville
Bonnyville – miasto w Kanadzie, w prowincji Alberta. Pod miastem znajdują się spore rezerwy ropy naftowej, silnie rozwinięte jest rolnictwo. Południowy kraniec Bonnyville leży nad jeziorem wytopiskowym Jessie Lake.
Liczba mieszkańców Bonnyville wynosi 5832. Język angielski jest językiem ojczystym dla 82,3%, francuski dla 8,8% mieszkańców (2006).